# Anilin
Anilin, systematicky benzenamin (též radikálově-funkčním názvem fenylamin), je bezbarvá olejovitá kapalina. Na vzduchu snadno oxiduje a barví se na žlutou až hnědou barvu. Je toxický, má zásaditou reakci. Také je to v největším množství vyráběná organická zásada.

## Název
Používaný název aminobenzen není zcela správně utvořený, neboť přítomnost aminové skupiny se v uhlovodíkovém řetězci vyjadřuje primárně příponou -amin.
V přírodě se anilin nachází v černouhelném dehtu, průmyslově se vyrábí redukcí nitrobenzenu. Používá se při výrobě barviv, léčiv, plastů a gumárenských chemikálií (pomáhá urychlovat přeměnu kaučuku na pryž, tzv. vulkanizaci). V současnosti má tato látka největší využití jako reakční komponenta při výrobě polyuretanů.

## Příprava
Průmyslově se anilin vyrábí většinou z benzenu, a to ve dvou krocích. Prvním krokem je nitrace benzenu pomocí nitrační směsi kyseliny dusičné a kyseliny sírové. Vzniklý nitrobenzen se poté hydrogenuje při teplotě 600 °C za použití katalyzátoru niklu.
Další používanou technologií je proces vyvinutý v České republice prof. Paškem z VŠCHT Praha. Jeho podstatou je hydrogenace nitrobenzenu na anilin na měděném katalyzátoru při teplotě 215 °C. Tímto procesem se v současnosti vyrábí asi 10 % světové výroby anilinu[zdroj?] a je realizován v BCH MCHZ Ostrava a licenčně v Japonsku. Další jednotky jsou projektovány mj. v Rusku.[zdroj?]
V laboratoři se používá redukce nitrobenzenu v prostředí kyseliny chlorovodíkové s železem.

## Toxicita
K otravě dochází požitím, nadýcháním nebo vstřebáním kůži. Projevuje se cyanózou (modrofialové zbarvení kůže a sliznic způsobené nedostatečným okysličováním krve). Anilin je krevní jed a způsobuje oxidaci krevního barviva hemoglobinu na methemoglobin. Působí také na centrální nervový systém, proto postižený jeví podobné známky jako opilec. Zmodrání kůže se projevuje v první řadě na rtech, uších, nosu a nehtech. Dalším symptomem je bolest hlavy. Smrtelná dávka je 1 g.
Po požití jako první pomoc podáme 100–200 ml parafinového oleje (ne však jiného oleje či tuku!) a vyvoláme zvracení. Doporučená je konzumace černé kávy.[zdroj?] Nesmí se podávat mléko, alkohol či tuky. Postiženého uložíme na čerstvý vzduch a zařídíme převoz k nemocničnímu ošetření.

## Chemické reakce

### Aromatická elektrofilní substituce
Dusík v aminové skupině má volný elektronový pár, který jednak způsobuje zásadité vlastnosti (dle Lewisovy teorie kyselin a zásad) a jednak aktivuje benzenové jádro pro elektrofilní substituce. Substituční reakce dokonce probíhá tak rychle, že je obtížné ji zastavit v prvním kroku[zdroj?] a vznikají trisubstituované deriváty. Obsazují polohy ortho a para vzhledem k aminoskupině. Možností, jak připravit monosubstituovaný derivát, je oslabit účinek aminoskupiny acetylací za vzniku acetanilidu a v dalším kroku provést substituci.

### Diazotace a kopulace
Diazotace a kopulace jsou základní reakce pro přípravu barevných látek, jako například Sudan III, který má ohnivě červenou barvu. Tato barviva se obecně nazývají azosloučeniny, protože obsahují azo skupinu : -N=N-.
1. Nejprve se reakcí anilinu s dusitanem v prostředí zředěné kyseliny chlorovodíkové připraví benzendiazoniová sůl. To je poměrně stálá pevná látka iontového charakteru. Na obou dusících je delokalizovaný kladný náboj a chlor je zde ve formě chloridu.
2. V druhém kroku dochází ke kopulaci benzendiazoniové soli s nukleofilním činidlem, které má přebytek elektronů. Vzniká azosloučenina. Pokud je nukleofilním činidlem aromát – například fenol nebo arylamin –, pak je ve výsledné molekule konjugovaný systém dvojných a jednoduchých vazeb, který je zachycuje kvanta světelného záření a látka se jeví jako barevná.

### Kontaminace nylonového nádobí
Spolu s dalšími primárními aminy se může uvolňovat z nylonového nádobí. Pravděpodobně proto, že k jeho barvení užívají azobarviva a primární aminy se uvolňují v důsledku působení vysokých teplot při styku nádobí s horkými potravinami.